# Нголо, Пьер
Пьер Нголо (англ. Pierre Ngolo; родился 27 июня 1954 года) — конголезский политик, занимающий должность Генерального секретаря Конголезской партии труда (PCT) с августа 2011 года. Он был первым секретарем Национального собрание Республики Конго с 2002 по 2012 годы. С 2017 года он является председателем Сената Республики Конго.

## Политическая карьера
Нголо родился в Эторо, в районе Гамбома департамента Плато. В юности он был активистом Конголезского социалистического союза молодежи, молодёжного крыла PCT. Он учился в университете имени Мариана Нгуаби в Браззавиле, где изучал философию, а затем продолжил обучение в Реймсе. По возвращении в Конго, он работал учителем философии.
Нголо был включен в число 75 членов Национального переходного совета (CNT), который выступал в качестве переходного законодательного органа с 1998 по 2002 годы, и был назначен первым секретарем CNT. На парламентских выборах в мае-июне 2002 года он был избран в Национальное собрание от партии PCT в избирательном округе Онгогни, победив в первом туре с результатом 99,69 % голосов. После выборов он был избран первым секретарем Национального собрания 10 августа 2002 года. Нголо был делегатом на 27-й конференции Африканского парламентского союза, которая проходила в Алжире в ноябре-декабре 2004 года. Он возглавлял национальную делегацию Конго и был избран делегатами конференции на должность докладчика Исполнительного бюро АПС.
В июне-августе 2007 года Жан-Клод Гакоссо заменил Нголо как кандидат PCT в избирательном округе Онгогни. Хотя ходили слухи о конкуренции между двумя кандидатами, Гакоссо и Нголо выступили вместе, когда Гакоссо объявил о своей кандидатуре, и Нголо вместо этого выступил как кандидат PCT в избирательном округе Оуэнзе в Браззавиле. Нголо занял первое место в первом туре выборов с результатом в 54,30 % голосов и был вновь избран Первым секретарём Национального собрания 4 сентября 2007 года. Он также был назначен ответственным за отношения Национального собрания с Африканским парламентским союзом.
В связи с тем, что действующий президент Конго Дени Сассу-Нгессо был назначен президентом Экономическим сообществом стран Центральной Африки (ЭКОЦАС), Нголо был соответственно избран председателем Межпарламентской комиссии КЕМАК на заседании, прошедшем в Малабо 17-19 февраля 2010 года.
В начале 2011 года Нголо был назначен первым докладчиком Подготовительного комитета для Шестого Внеочередного съезда PCT. На шестом внеочередном съезде, прошедшем в Браззавиле в июле 2011 года, Нголо был избран генеральным секретарём PCT, для всех это стало неожиданность. Предполагалось, что на эту должность пойдет более выдающаяся личность, но Сассу-Нгессо выбрал Нголо, видимо, рассматривая его как умелого организатора и относительно непротиворечивую фигуру. Он был рассматривался как «человек компромисса»: «открытый консерватор, стремящийся сохранить идентичность партии, понимая необходимость изменений».
10 октября 2015 года, выступая на большой акции в поддержку конституционного референдума в Браззавиле, Нголо заявил, что «эта масса людей хочет сказать, что изменение конституции — это воля народа, и никто не может её остановить». Хотя многие в оппозиции видели референдум просто как средство, позволяющее Сассу-Нгессо остаться у власти, Нголо утверждал, что необходимо изменить конституцию «для будущего страны, чтобы обеспечить мир и стабильность».
Нголо подтвердил 25 апреля 2017 года, что будет баллотироваться на выборах в Палату депутатов 2017 года в качестве кандидата PCT в первом избирательном округе Оуэнзе. Однако ПЦТ решила не выдвигать Нголо на повторный срок. Встречаясь с избирателями в июне 2017 года, он призвал их проголосовать за нового кандидата PCT, который оказался Майксент Масса, но в выборах сенаторов, проведенных 31 августа 2017 года, он был избран в Сенат в качестве кандидата PCT в Браззавиле; он получил 86 голосов из 101, больше, чем любой другой кандидат в Браззавиле.

## Примечание
1. 1 2 3  Les Dépêches de Brazzaville. web.archive.org (8 июля 2011). Дата обращения: 2 мая 2023. Архивировано 8 июля 2011 года.
2. ↑  Congo Brazzaville – Pierre Ngolo : le parti, tout le parti, rien que le parti – Jeune Afrique (неопр.). JeuneAfrique.com. Дата обращения: 2 мая 2023. Архивировано 2 мая 2023 года.
3. 1 2  Les Dépêches de Brazzaville. web.archive.org (9 февраля 2012). Дата обращения: 2 мая 2023. Архивировано 9 февраля 2012 года.
4. ↑  Marchés tropicaux et méditerranéens. — 2002. — 782 с. Архивировано 13 мая 2023 года.
5. ↑  Les Dépêches de Brazzaville. web.archive.org (11 марта 2012). Дата обращения: 2 мая 2023. Архивировано 11 марта 2012 года.
6. ↑  Les Dépêches de Brazzaville. web.archive.org (11 марта 2012). Дата обращения: 2 мая 2023. Архивировано 11 марта 2012 года.
7. ↑  Les Dépêches de Brazzaville. web.archive.org (26 февраля 2012). Дата обращения: 2 мая 2023. Архивировано 26 февраля 2012 года.
8. ↑  Les Dépêches de Brazzaville. web.archive.org (26 февраля 2012). Дата обращения: 2 мая 2023. Архивировано 26 февраля 2012 года.
9. ↑  Les Dépêches de Brazzaville. web.archive.org (7 июня 2012). Дата обращения: 2 мая 2023. Архивировано 7 июня 2012 года.
10. ↑  Les Dépêches de Brazzaville. web.archive.org (10 июня 2012). Дата обращения: 2 мая 2023. Архивировано 10 июня 2012 года.
11. ↑  À Brazzaville, le Parti congolais du travail à la recherche d’un second souffle – Jeune Afrique (неопр.). JeuneAfrique.com. Дата обращения: 2 мая 2023. Архивировано 2 мая 2023 года.
12. ↑  Congo : la surprise Pierre Ngolo – Jeune Afrique (неопр.). JeuneAfrique.com. Дата обращения: 2 мая 2023. Архивировано 2 мая 2023 года.
13. ↑  Supporters of Congo President Sassou Nguesso rally for referendum (амер. англ.). Yahoo News. Дата обращения: 2 мая 2023. Архивировано 7 мая 2023 года.
14. ↑  Congo Opposition to Meet Western Envoys (англ.). VOA. Дата обращения: 2 мая 2023. Архивировано 2 мая 2023 года.
15. ↑  Ouenzé 1 : Dernières rencontres de Pierre Ngolo avec ses mandants | adiac-congo.com : toute l'actualité du Bassin du Congo. www.adiac-congo.com. Дата обращения: 2 мая 2023. Архивировано 2 мая 2023 года.
16. ↑  Sénatoriales 2017 : la majorité présidentielle rafle tous les sièges de Brazzaville | adiac-congo.com : toute l'actualité du Bassin du Congo. www.adiac-congo.com. Дата обращения: 2 мая 2023. Архивировано 2 мая 2023 года.